# Nombre noncototient
En mathématiques, un nombre noncototient est un entier strictement positif n qui ne peut pas s'écrire sous la forme u(m) où u est la fonction cototient définie par u(m) = m - φ(m) où φ est l'indicatrice d'Euler (ou fonction totient). C'est un nombre qui ne peut pas représenter le nombre d'entiers différents de 1 et plus petit qu'un entier m  et possédant avec m des diviseurs communs. 
Il a été conjecturé que tous les nombres noncototients étaient pairs, ou formulé de manière équivalente qu'aucun nombre impair ne peut être noncototient. Ceci découle d'une forme modifiée de la conjecture de Goldbach : si le nombre pair n peut être représenté comme une somme de deux nombres premiers distincts p et q, alors
{\displaystyle pq-\varphi (pq)=pq-(p-1)(q-1)=p+q-1=n-1~.}
Plus précisément, en supposant que chaque nombre pair plus grand que 6 soit une somme de nombres premiers distincts, on démontrerait ainsi que tout nombre impair plus grand que 5 présente une solution à l'équation et qu'aucun n'est noncototient. Les nombres impairs restants sont couverts par les observations suivantes : 1 = 2 – φ(2), 3 = 9 – φ(9) et 5 = 25 – φ(25).
La suite des nombres noncototients (suite A005278 de l'OEIS) commence par :
10, 26, 34, 50, 52.
Paul Erdős et Wacław Sierpiński se sont demandé s'il existe une infinité de nombres noncototients. Ceci fut finalement résolu par l'affirmative par Jerzy Browkin (en) et Andrzej Schinzel (1995), qui ont montré que tout entier de la forme 2k.509 203 est un noncototient. Depuis, Flammenkamp et Luca ont trouvé d'autres suites infinies, analogues, de noncototients. 